# Timex Sinclair 2040
Timex Sinclair 2040 je termotiskárna pro počítače Timex Sinclair, ZX81 a Sinclair ZX Spectrum. Jedná se o jednojehličkovou tiskárnu, která tiskne na termopapír. Tiskárna je kompatibilní s tiskárnou ZX Printer.
K tisku na tiskárně lze použít příkazy LPRINT pro vytištění požadovaného textu a LLIST pro vytištění výpisu basicového programu. Písmena jsou tisknuta v matici 8 x 8 bodů. Kopii obrazovky lze vytisknout příkazem COPY, kopie obrazovky je plně vytisknuta za méně než 11 sekund.
Na rozdíl od tiskárny ZX Printer tiskárna Timex Sinclair 2040 neumožňuje pohyb papíru dvěma rychlostmi.
V katalozích je tiskárna Timex Sinclair 2040 vyobrazována ve stříbrné barvě, jako reálně existující však byly spatřeny pouze černé verze. Po ukončení činnosti společnosti Timex Sinclair byl design tiskárny prodán společnosti Alphacom, která pokračovala v její výrobě pod značkou Alphacom 32. V je naopak uvedeno, že Timex Sinclair 2040 je upravená verze tiskárny Alphacom 32.

## Technické informace[7]
Tiskárna je ovládaná pomocí portu 251 (šestnáctkově FB, dekódován jako 1xxxx0xx). Význam jednotlivých bitů hodnoty odeslané na tento port a čtené z tohoto portu je následující:
|       | 7                         | 6                                                        | 5 | 4 | 3 | 2 | 1                                        | 0                                        |
| čtení | 1 - začátek nového řádku  | 0 - tiskárna je připojena (detekce přítomnosti tiskárny) |   |   |   |   |                                          | připravenost tiskárny přijmout další bit |
| zápis | 1 - tisková hlava aktivní |                                                          |   |   |   |   | 1 - zastavení motoru 0 - spuštění motoru |                                          |